# Медоу Вали (Калифорнија)
Медоу Вали (енгл. Meadow Valley) насељено је место без административног статуса у америчкој савезној држави Калифорнија.

## Демографија
По попису из 2010. године број становника је 464, што је 111 (-19,3%) становника мање него 2000. године.
| Група             | 2000.       | 2010.       |
| Белци             | 528 (91,8%) | 423 (91,2%) |
| Афроамериканци    | 1 (0,2%)    | 0 (0,0%)    |
| Азијати           | 1 (0,2%)    | 0 (0,0%)    |
| Хиспаноамериканци | 24 (4,2%)   | 21 (4,5%)   |
| Укупно            | 575         | 464         |